# Massacre de Galgani
O massacre de Galgani refere-se a um massacre de civis no vilarejo de Galgani, no Sudão central, pelas Forças de Apoio Rápido em 15 de agosto de 2024, que matou pelo menos 108 pessoas, incluindo pelo menos 24 mulheres e crianças.

## Histórico
No final de junho de 2024, as Forças de Apoio Rápido conseguiram capturar Singa, a capital do estado de Sennar. A partir daí, suas tropas conseguiram expandir o controle para as regiões orientais do estado. Com base em relatórios da Organização Internacional para as Migrações, os combates levaram ao deslocamento de 725.000 pessoas em Sennar, com o estado de Al Qadarif acolhendo mais de 100.000 pessoas.
A partir do final de julho, as Forças de Apoio Rápido começaram a atacar o vilarejo de Galgani, localizado no estado central sudanês de Sennar. O Ministério das Relações Exteriores do Sudão declarou que os soldados das Forças de Apoio Rápido "abriram fogo indiscriminadamente contra os moradores desarmados do vilarejo" como resultado da resistência dos moradores contra seus esforços para "sequestrar e agredir sexualmente" várias mulheres e meninas.
A organização Sennar Youth Gathering relatou que as Forças de Apoio Rápido atacaram Galgani em 11 de agosto, atirando indiscriminadamente contra multidões de pessoas enquanto invadiam e cessavam as operações de instalações médicas e outros serviços, desencadeando novas migrações em massa para o estado do Nilo Azul.

## Massacre
Em 15 de agosto de 2024, centenas de tropas das Forças de Apoio Rápido em veículos com tração nas quatro rodas lançaram um ataque de várias horas de duração, invadindo Galgani enquanto saqueavam casas e outras propriedades públicas, incendiando-as na sequência. O ataque ocorreu depois que os moradores lançaram uma resistência e derrotaram com sucesso um pequeno destacamento das Forças de Apoio Rápido, matando três milicianos. Como resultado do ataque, o centro médico do vilarejo recebeu pelo menos 80 vítimas falecidas, incluindo 24 mulheres e menores. Entre elas, estavam vários estudantes praticando em escolas corânicas. Pelo menos 153 civis teriam ficado feridos no ataque. O ataque deixou diversos cadáveres espalhados nas ruas devido à presença de tropas das Forças de Apoio Rápido que impediram os civis de recolher os mortos e enterrá-los. A maioria dos 14.000 habitantes do vilarejo posteriormente fugiu para o estado do Nilo Azul.

## Consequências
O Ministério das Relações Exteriores do Sudão apelou à comunidade internacional para "condenar este crime terrorista e tomar as medidas necessárias para tratar a milícia de Dagalo como uma organização terrorista, responsável por crimes contra a humanidade". A declaração foi direcionada principalmente às Nações Unidas.